# Huracán Gustav
El huracán Gustav fue el segundo huracán más destructivo de la temporada de huracanes del Atlántico de 2008. El séptimo ciclón tropical, el tercer huracán y el segundo huracán importante de la temporada, Gustav causó graves daños y bajas en Haití, República Dominicana, Jamaica, las Islas Caimán, Cuba y los Estados Unidos. Gustav causó daños valorados en al menos $ 8,31 mil millones (2008 USD). Se formó en la mañana del 25 de agosto de 2008, a unas 260 millas (420 km) al sureste de Puerto Príncipe, Haití, y rápidamente se convirtió en una tormenta tropical esa tarde y en un huracán a principios del 26 de agosto. Más tarde ese día tocó tierra cerca de la ciudad haitiana de Jacmel. Inundó Jamaica y devastó el oeste de Cuba y luego se movió constantemente a través del Golfo de México. Una vez en el Golfo, Gustav se debilitó gradualmente debido al aumento de la cizalladura del viento y el aire seco. Se debilitó a un huracán de categoría 2 a fines del 31 de agosto y permaneció con esa intensidad hasta tocar tierra en la mañana del 1 de septiembre cerca de Cocodrie, Luisiana. El debilitamiento continuó, y Gustav se debilitó a una tormenta tropical esa noche y a una depresión tropical al día siguiente mientras deambulaba por el centro sur de los Estados Unidos. El sistema débil se volvió extratropical el 4 de septiembre y fue absorbido por otro mínimo el 5 de septiembre.
En total, se estima que 153 muertes fueron atribuidas a Gustav en los Estados Unidos y el Caribe. El daño en los Estados Unidos ascendió a $ 6 mil millones (2008 USD) con daños adicionales de $ 2,1 mil millones en Cuba y $ 210 millones en daños en Jamaica.

## Historia meteorológica

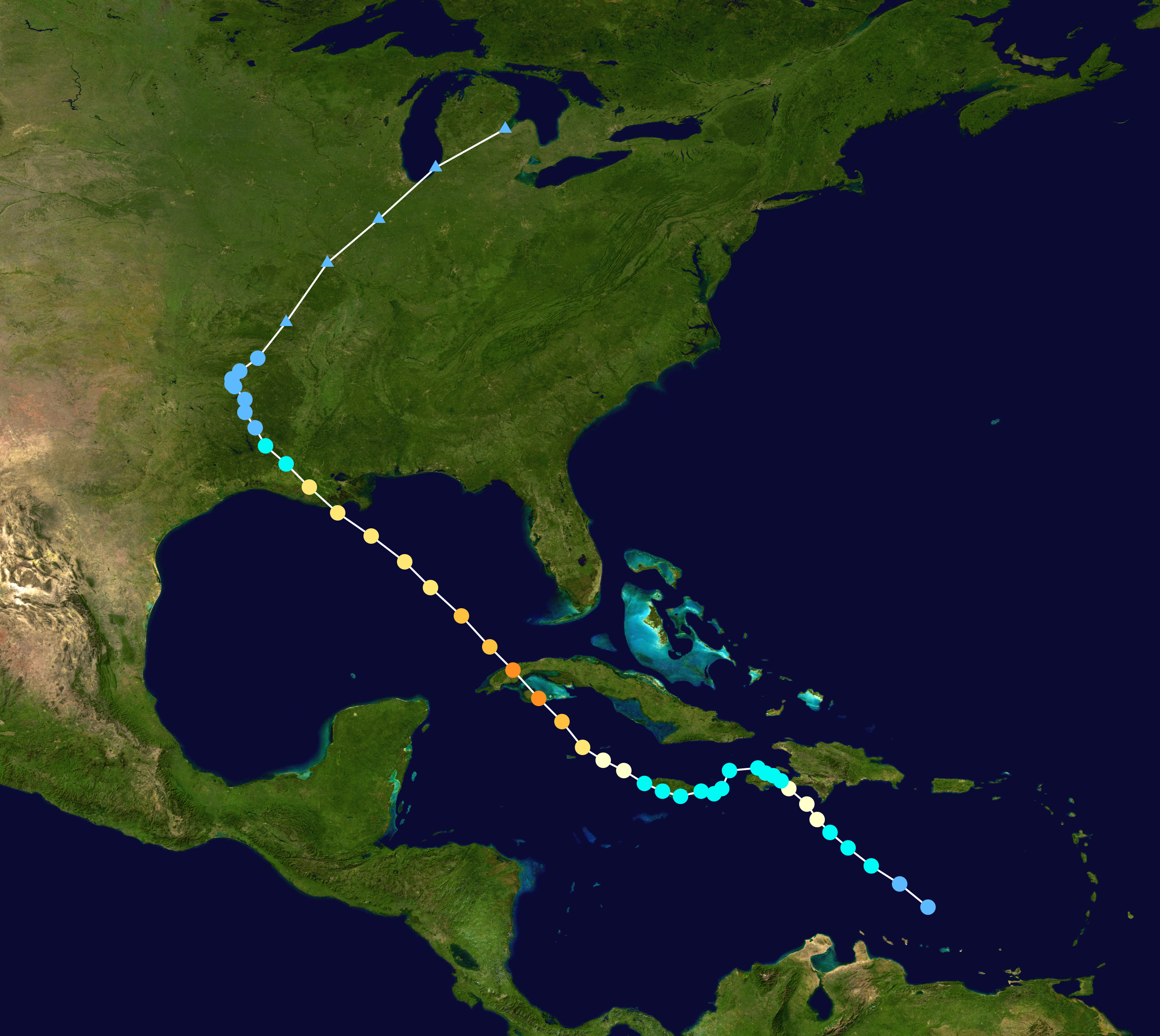
Mapa que traza la trayectoria y la intensidad de la tormenta, de acuerdo con la escala de huracanes de Saffir-Simpson

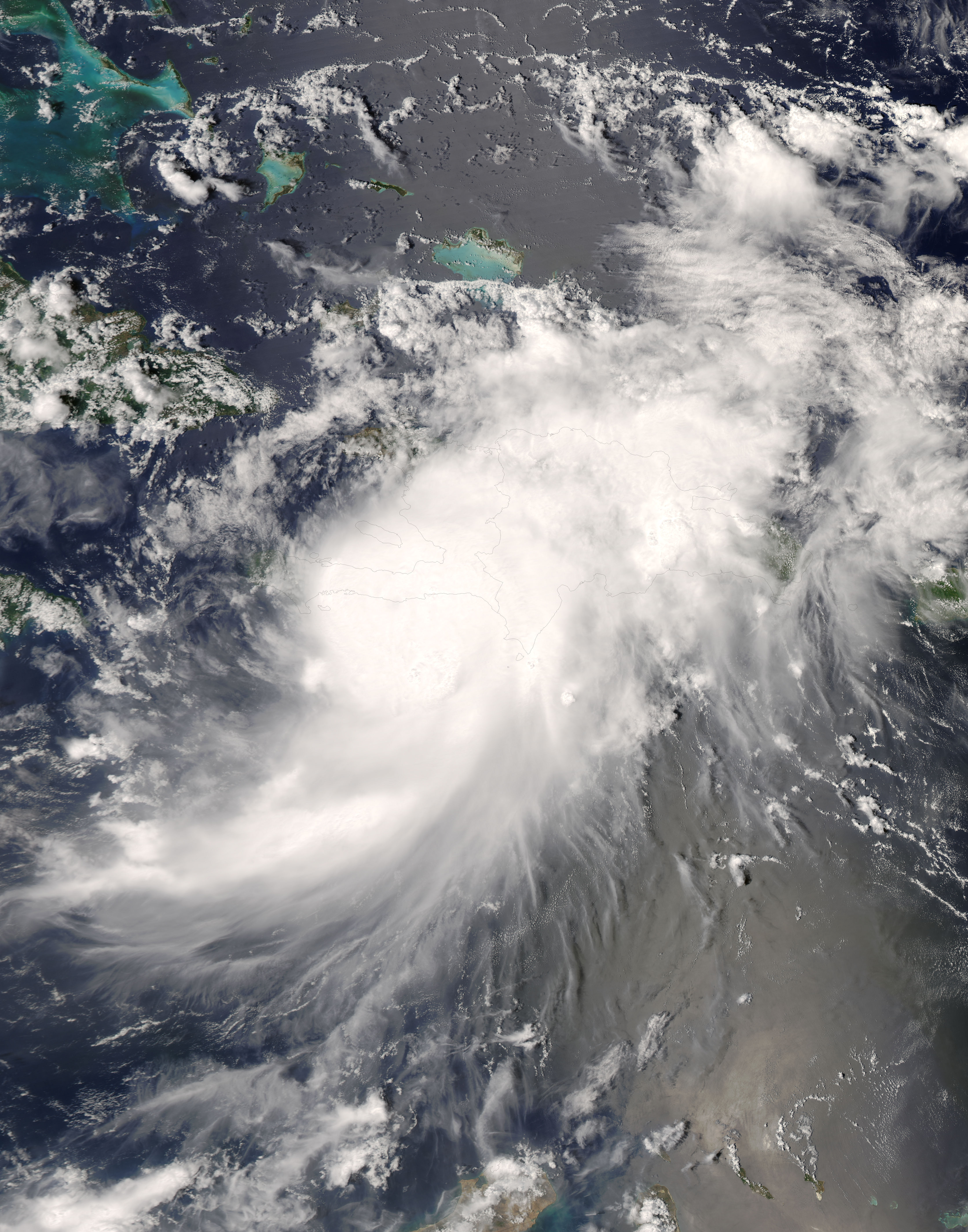
Gustav como tormenta tropical sobre la Isla La Española el 25 de agosto.

A las 15:00 UTC del 25 de agosto de 2008, una onda tropical que había producido fuertes lluvias y chubascos en las Antillas Menores, desarrolló bandas encorvadas bien definidas y brevemente expuso un rasgo de ojo de nivel superior. El Centro Nacional de Huracanes lo clasificó como Depresión Tropical Siete y envió un avión cazahuracanes para investigar más sobre el sistema. Hasta entonces, el sistema tenía un flujo bien definido, excepto en su cuadrante sudeste, y los datos del avión cazahuracanes confirmó que la depresión tropical se había intensificado en una tormenta tropical, a la cual le fue asignado el nombre de Gustav. Un breve período de desorganización en el sistema resultó ser temporal cuando la pared de su ojo se formó con mayor definición esa misma noche. Durante las primeras horas del 26 de agosto, cuando la tormenta se acercó a la península del suroeste de Haití, otro avión de cazahuracanes confirmó lo que los meteorólogos ya sospechaban, que Gustav había se había fortalecido en un huracán con vientos de 150 km/h. Antes de alcanzar Haití, su presentación en el satélite siguió mejorando, la densa nubosidad en el centro del sistema se hizo más prominente, y su presión mínima central disminuyó.
Huracán Gustav recobró definición en su ojo cuando este tocó tierra en Haití, cerca de la ciudad de Jacmel. Cuando el huracán se movió en terreno montañoso de Haití su circulación fue interrumpida y éste perdió poca fuerza. Aunque degradado a una tormenta tropical, el sistema todavía tenía un ojo definido y estructuras de nivel superior. Su flujo mejoró a lo largo de la noche del 26 de agosto y la circulación del sistema ya no fue interrumpida cuando éste se ubicó sobre aguas del golfo de Gonave. Sin embargo, el movimiento de la tormenta redujo su desplazamiento, y continuó cercano a costas de Haití, combinado con la incursión de niveles medios de aire seco desde el noreste que causó un debilitamiento adicional en el sistema durante el día el 27 de agosto. La tormenta comenzó a modificar su desplazamiento con dirección oeste y suroeste que la llevó a acercarse más a Jamaica. La mañana del 28 de agosto, se encontró que Gustav había modificado más su desplazamiento con dirección hacia el sur. También se encontró que la tormenta se había intensificado de nuevo casi a huracán. A partir de entonces, Gustav comenzó fortalecerse nuevamente y se convirtió en huracán la tarde del 29 de agosto. En el Aviso #23 de las 11:00 a. m. Tiempo del Este del 30 de agosto, Gustav se fortaleció a categoría 3 en la escala de Saffir-Simpson, con vientos sostenidos de 195 km/h, cuando éste se acercó al extremo oeste de la Isla de Cuba. Tan solo unas horas después, se intensificó a categoría 4 alcanzando vientos de hasta 240 km/h.

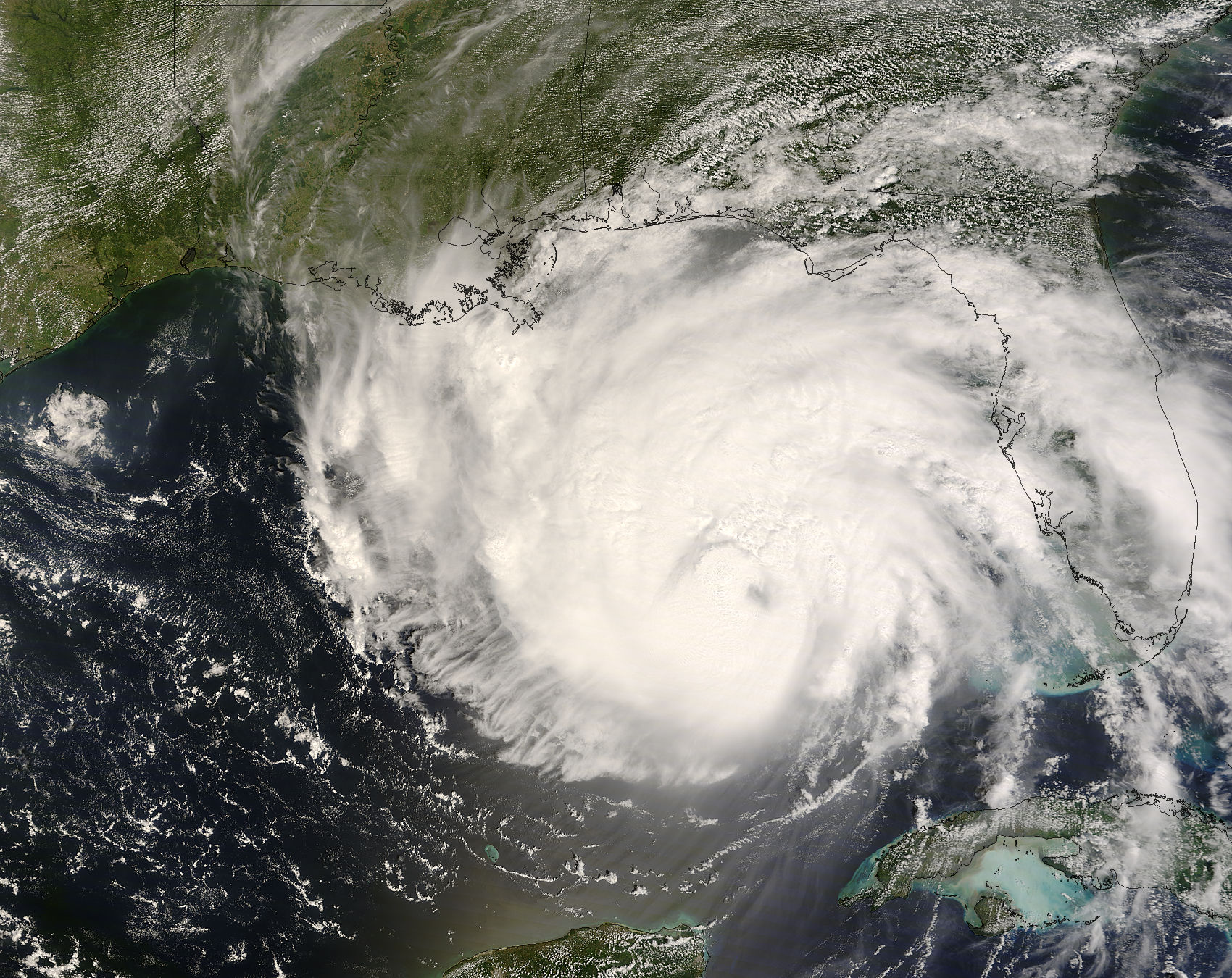
El Huracán Gustav acercándose a Estados Unidos el 31 de agosto.

El 30 de agosto, Gustav tocó tierra dos veces en Cuba: Primero, en Isla de la Juventud y luego en la isla cubana cerca de la comunidad de Los Palacios en la Provincia de Pinar del Río.En Paso Real de San Diego, provincia de Pinar del Río, se registró una ráfaga de 340 km/h. En las primeras horas del 31 de agosto, Gustav entró en el Golfo de México con vientos máximos sostenidos de 220 km/h y una presión mínima central de 958 hPa. Durante el 31 de agosto, Gustav se desplazó con dirección noroeste perdiendo ligeramente su fuerza con vientos sostenidos en 185 km/h.
El 1 de septiembre, alrededor de las 5 a. m. Tiempo del Centro, el ojo del Huracán Gustav comenzó a entrar en Nueva Orleans, las bandas de lluvia de la pared del ojo se sintieron en el este, en Grand Isle, Luisiana. A las 6 a. m. el aviso del Centro Nacional de Huracanes precisó la velocidad de vientos sostenida en 185 km/h, y luego a las 8 a. m. CDT con 175 km/h, debilitándose solo en un 4 %, pero degradándose a categoría 2.

Gustav se movió más al noroeste de Estados Unidos y tocó tierra por quinta vez en la costa de Luisiana cerca de Cocodrie a las 9:30 Tiempo del Centro (1430 UTC) con categoría 2.

## Preparativos

### Caribe

#### República Dominicana
Inmediatamente después de que el sistema fue clasificado como una depresión tropical se esperó que éste se intensificara en una tormenta tropical y golpeara la isla de la Española. Las advertencias de tormenta tropical fueron emitidas desde la costa sur de la República Dominicana en Santo Domingo a la costa sur haitiana en Puerto Príncipe. Además, una alerta de tormenta tropical fue emitida para la costa haitiana, al norte de Puerto Príncipe a la frontera norte con República Dominicana. Horas más tarde, cuando Gustav se intensificó en una tormenta tropical, la advertencia de tormenta tropical fue elevada a advertencia de Huracán y la alerta de tormenta tropical fue elevada a alerta de huracán.

#### Jamaica
El 25 de agosto, la línea de cruceros Carnival Cruise Lines desvió uno de sus barcos de la 
Bahía Montego, Jamaica a México a fin de evitar la tormenta. El Gobierno de Jamaica informó de la evacuación de unas 2,000 personas, en su mayoría de la parte este de la isla. Por su parte, la Oficina para la Preparación ante Desastres y Gestión de Emergencias (OPDEM) de Jamaica preparó sistemas de respuesta a modo de prevención por el embate del Huracán Gustav.

#### Haití
En Haití, el gobierno dio la orden para que refugios de emergencia se prepararan. El país, que ocupa la mitad occidental de la isla de la Española, El gobierno publicó una alerta roja y aconsejó a la población que tomara medidas de precaución, pero pocos haitianos tuvieron cuidado. Las líneas aéreas americanas anularon todos sus vuelos de entrada y salida en Puerto Príncipe el 26 de agosto, varando a viajeros que esperan evitar la tormenta.

#### Cuba
El 29 de agosto, se realizó la evacuación de más de 12,900 personas que residían en zonas de alto riesgo, así como de 6,947 turistas que vacacionaban en la isla. Por otra parte, 3,970 estudiantes de 27 nacionalidades fueron asegurados en escuelas de medicina ubicadas en el municipio de Sandino. Además se trabajó en la protección de 463,000 quintales de tabaco existentes en depósitos, así como recolección de alrededor de 16,000 latas de café maduro. Además, unas 149 embarcaciones de pesca fueron evacuadas en puerto.
En poblados como Cortés, La Bajada y La Coloma, en la provincia de Pinar del Río fueron evacuadas cerca de 190,000 personas. De igual manera, unos 5,500 habitantes de Batabanó, en la Provincia de La Habana. Por otra parte, se suspendió el transporte aéreo, marítimo y terrestre en todo Cuba. Hasta el 30 de agosto, se evacuaron a un total de 250,000 personas, principalmente, en la parte poniente de la isla.
Cuba cuenta hoy en día con una de las mejores Organizaciones contra catástrofes naturales de esta índole. La Defensa Civil informa y organiza las evacuaciones en todo el territorio cubano y ha sido reconocida por la propia ONU (Organización de las Naciones Unidas).

### Estados Unidos
El 30 de agosto, grupos y compañías petroleras, como BP, Exxon Mobil Corp y Shell, suspendieron sus actividades y evacuaron a todo el personal de sus plataformas en el golfo de México. Exxon Mobil dio a conocer que se interrumpió el 5.000 bpd y de 50 millones de pies cúbicos que se generan diariamente. Por su parte, el Servicio de Manejo de Minerales comunicó que en general, se suspendió 76,8 por ciento de la producción de crudo en el golfo de México, así como el 37 % de gas natural.

#### Luisiana

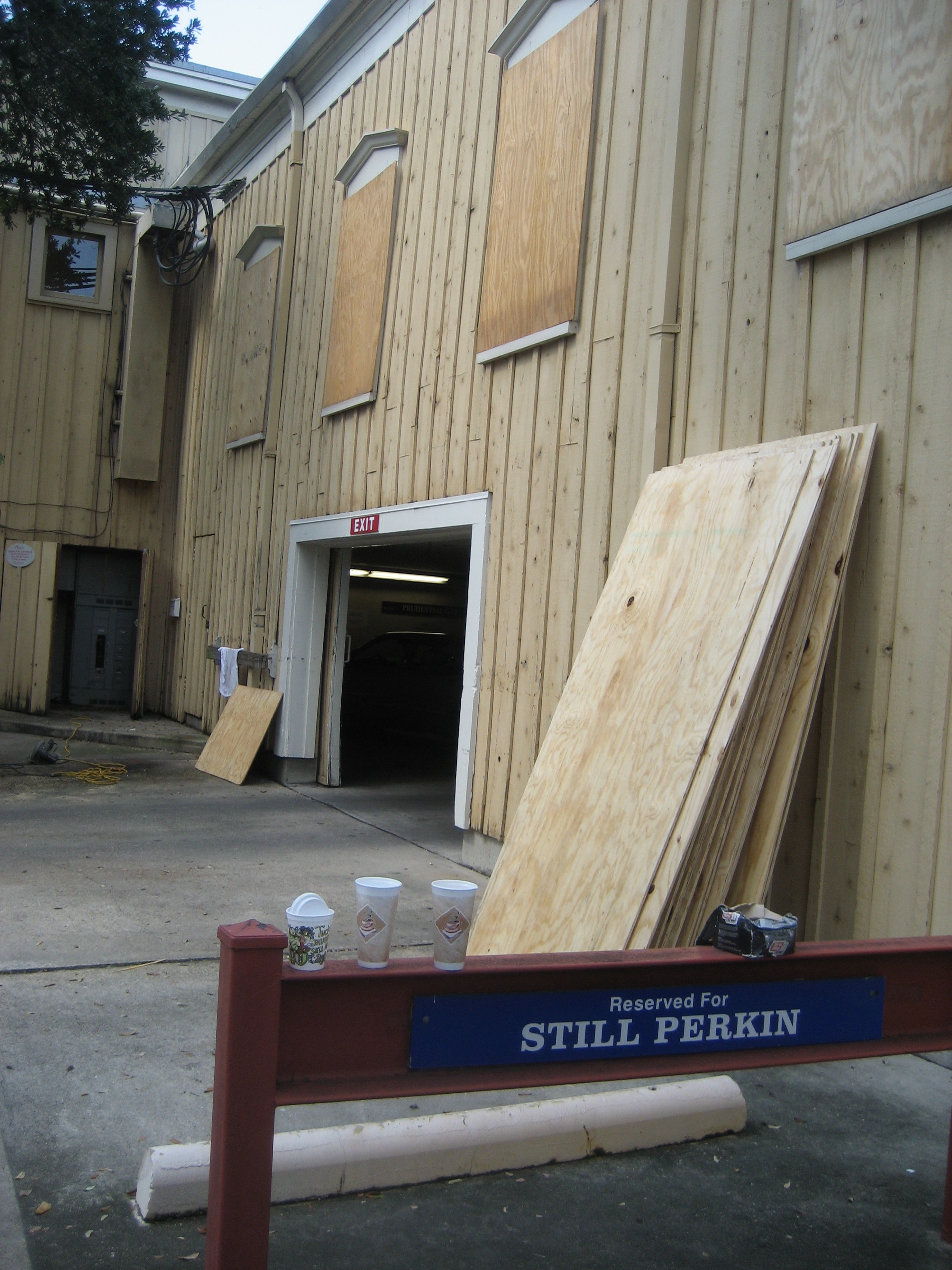
Preparativos en la ciudad de Nueva Orleans, Estados Unidos ante el posible embate de Gustav.

Durante la mañana del 26 de agosto, cuando Gustav todavía se localizaba sobre Haití, funcionarios de preparación para casos de emergencia de Luisiana se reunieron varias veces para hablar sobre las prevenciones a tomar sobre Gustav, el cual según los pronósticos, llegaría al estado como un huracán Mayor dentro de tres a cinco días. Dichos funcionarios enlistaron proyectos de evacuación, que propusieron asistencia a evacuaciones a más tardar el día 29 de agosto, contraflujo de veredas en todas las carreteras principales y 700 autobuses para ayudar a trasladar a las personas evacuadas. 
Para aquellos evacuados en la necesidad de un refugio, el gobierno estatal aseguró decenas de miles de camas de refugio. Dispuestos a no repetir los errores cometidos con el Huracán Katrina en 2005, el Louisiana Superdome y el Centro de convenciones de Nueva Orleans no se usaran como refugios de emergencia.
Al día siguiente, el gobernador de Luisiana Bobby Jindal declaró un estado de emergencia, que activa entre 3,000 y 8,000 miembros de la Guardia Nacional de Luisiana. El alcalde de Nueva Orleans Ray Nagin acortó su asistencia a la Convención Nacional Demócrata en Denver, Colorado para estar presente en los preparativos. Los habitantes de Gran Isla, Luisiana estuvieron desde el 29 de agosto bajo una orden de evacuación voluntaria. Residentes de Parroquia de Cameron, también recibieron la orden de evacuación voluntaria ese mismo día.
El Río Misisipi fue cerrado al tráfico marítimo entre el Golfo de México y Nueva Orleans a las 6 p. m. Tiempo del Centro (2300 UTC) del sábado, 30 de agosto. Pilotos marítimos del Lago Charles en el oeste de Luisiana y Paso Sabine en el este de Texas, también hacían planes desde el sábado de detener el tráfico marítimo. Tres personas murieron durante la evacuación, se trataba de pacientes con cuidados críticos que eran evacuados ante la embestida de la tormenta en Nueva Orleans.
Directivos de la Universidad de Tulane anunciaron que la institución estará cerrada desde el 29 de agosto y reanudará sus operaciones comerciales a la normalidad el 3 de septiembre, con clases que continuarían un día más tarde. La Universidad Xavier de Luisiana y la Universidad Loyola de Nueva Orleans también anularon clases y reanudarán sus labores hasta el 4 de septiembre. La Universidad de Luisiana en Lafayette también suspendió clases hasta el 3 de septiembre. La Universidad Estatal de Luisiana y Baton Rouge Community College de igual manera han suspendido labores académicas hasta el 2 y 3 de septiembre, respectivamente.
|  |  |  |

En el primera imagen (izquierda), se muestra a los primeros evacuados de Parroquia de Cameron siendo trasladados en autobuses en una terminal de Nueva Orleans.
En el segunda imagen (centro), se muestra a la Guardia Nacional de Luisiana en los preparativos de evacuación.
En el tercera imagen (derecha), se muestran las largas filas de personas que esperan obtener registro para algún vuelo disponible.

#### Texas

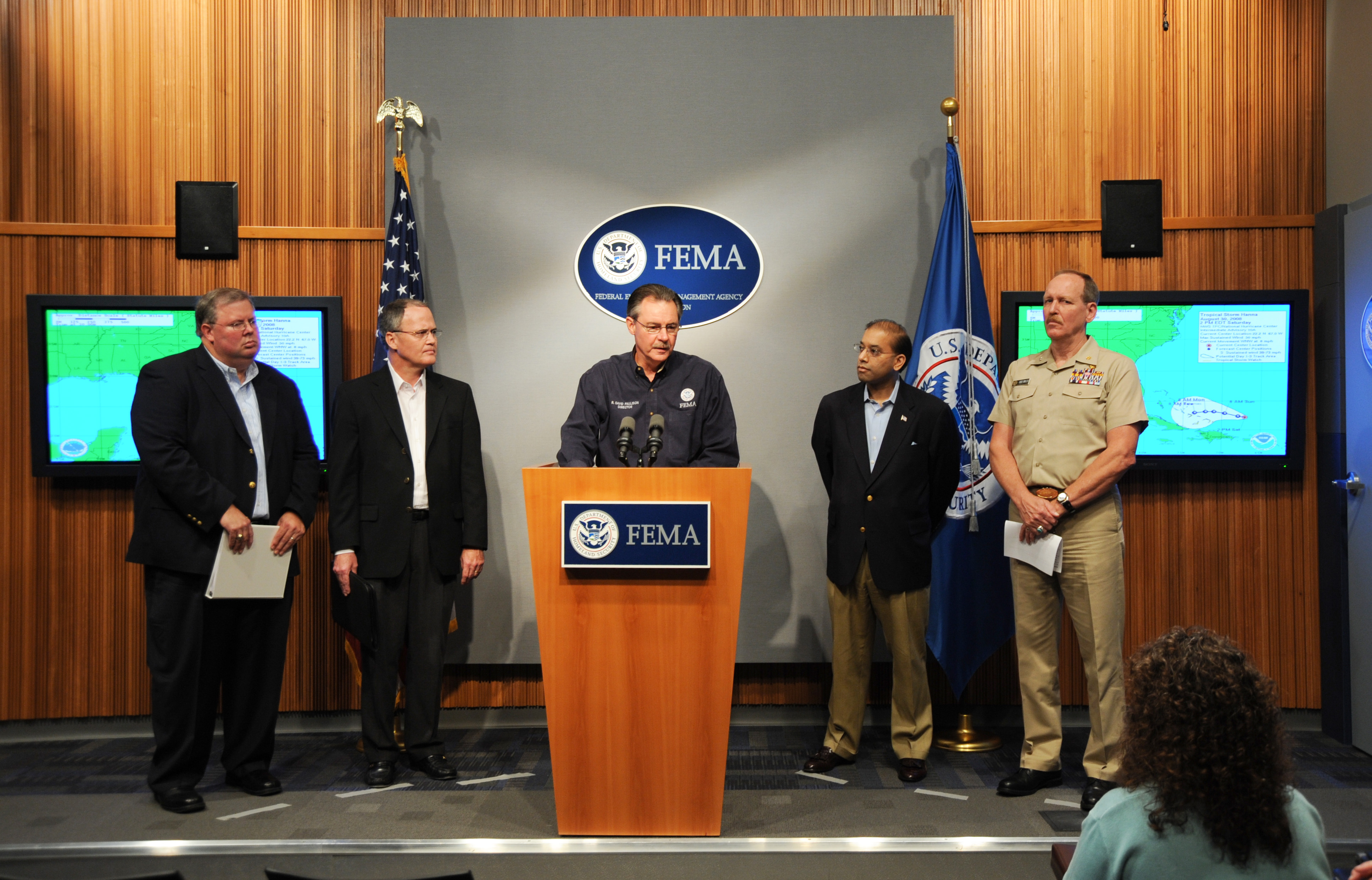
El director del FEMA David Paulison (centro) reunido con funcionarios del gobierno de Estados Unidos el 30 de agosto.

El 29 de agosto, el Gobernador de Texas Rick Perry activó a 5,000 miembros de la Guardia Nacional en respuesta a la posible crisis que podría generar el meteoro, además de preparativos hechas por otras agencias. También desde ese día, fueron puestos en práctica otros preparativos sobre los efectos que podría dejar Gustav en Texas. Algunas de las personas evacuadas fueron trasladadas al noreste del estado, en los condados de Dallas, Tarrant y Tyler. Otras evacuaciones iniciaron el 31 de agosto en los condados de Jefferson y Orange.
En el Condado de Harris, el juez Ed Emmett ha dicho que el Reliant Astrodome no se usará como refugio para evacuados si el Huracán Gustav golpea Nueva Orleans, dado que Houston también es un lugar vulnerable a huracanes; Según Emmett, tendría más sentido evacuar en un área más en el interior.

#### Misisipi
El 27 de agosto, dieron comienzo los movimientos de evacuación a lo largo de la línea costera del Golfo en Misisipi.
Todas las escuelas de los cinco distritos públicos escolares en el condado de Harrison suspendieron sus actividades hasta el 2 de septiembre.

#### Alabama
La mayor parte de la Guardia Nacional de Alabama fue movilizada para asistir a los evacuados de otros estados. El gobernador Bob Riley pidió la evacuación obligatoria de Isla Dauphin y de las poblaciones en las orillas costeras del Golfo el 31 de agosto. El Aeropuerto Regional de Mobile se cerró el 31 de agosto, y permanecerá cerrado el 1 de septiembre. Se espera que se vuelva a abrir el 2 de septiembre. El Túnel Bankhead en Mobile, Alabama se cerró el 31 de agosto.

## Impacto
| Haití                | 76 muertos  |
| República Dominicana | 8 muertos   |
| Jamaica              | 11 muertos  |
| Estados Unidos       | 43 muertos  |
| Total                | 138 muertos |

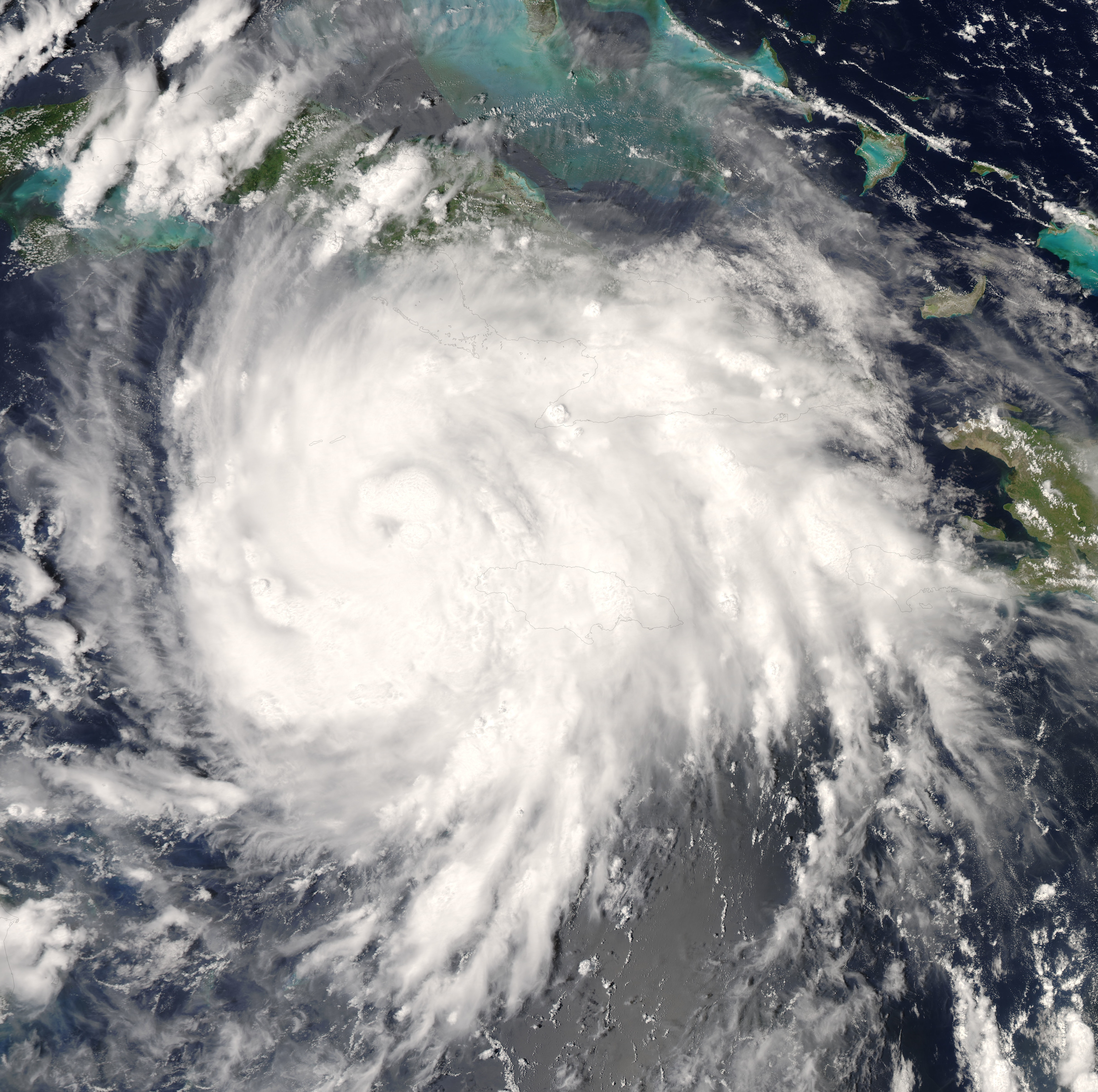
El Huracán Gustav sobre Jamaica el 29 de agosto.

El 26 de agosto, aunque aún el sistema no se había intensificado en consideración, la amenaza de que Gustav pudiera interrumpir definitivamente la producción petrolífera en el golfo de México hicieron que los precios del petróleo se elevaran. El 27 de agosto, el petróleo estadounidense y compañías de gas natural comenzaron a evacuar al personal de sus plataformas petroleras en el golfo de México dado a los continuos pronósticos que afirmaban la entrada de Gustav al golfo de México ya reforzado en los días próximos.
A modo de estadística, Gustav se desarrolló de una depresión tropical a un huracán en tan solo 14 horas, igualando el registro de Huracán Humberto en 2007 de 14 horas.

### Haití
Gustav tocó tierra en Haití cerca de la 1:00 p. m. Tiempo del Este, a alrededor de 16 kilómetros al oeste de la ciudad de Jacmel. Mientras se adentraba en tierra, las lluvias de propiciadas por Gustav provocaron un desprendimiento de tierra en la comunidad de Benet que mató a una persona. Otras dos personas murieron al suroeste de Haití cuando su casa se vino abajo. Otras dos personas murieron en una explosión en el interior de una casa, aunque se piensa que pueda estar posiblemente relacionado con los efectos del Huracán Gustav. En total, Gustav ha dejado 66 personas muertas en Haití.
Según el gobierno de Haití, el paso de Gustav dejó damnificadas a 10,376 familias, 8,789 tuvieron que ser trasladados a refugios temporales. Un total de 2121 fueron destruidas por completo y otras 8151 registraron severos daños.

### República Dominicana
En República Dominicana, un desprendimiento de tierra en un área rural mató a ocho personas. Dos personas resultaron heridas. Las autoridades gubernamentales dieron a conocer que aproximadamente 6,255 personas fueron evacuadas y más de 1,239 casas fueron dañadas y 12 destruidas en su totalidad. Alrededor de 50 comunidades quedaron incomunicadas debido inundaciones.

### Jamaica
En Jamaica, Gustav como tormenta tropical dejó a su paso 12 muertos. Inundaciones instantáneas se han reportado en la isla como resultado de las intensas lluvias propiciadas por Gustav.

### Cuba
Tras el paso de Gustav el 30 de agosto, las poblaciones que resultaron con mayores daños fueron Pinar del Río, Isla de la Juventud y la ciudad capital La Habana donde reportaron inundaciones de grandes magnitudes, muros derribados, la caída de numerosos árboles y postes de energía eléctrica. En un reporte preliminar del Consejo de Defensa municipal de Los Palacios —lugar donde Gustav tocó tierra— siete personas resultaron lesionadas, alrededor de 7,000 viviendas resultaron dañadas.
Las autoridades cubanas afirmaron que Gustav ha sido el peor huracán que ha azotado a la isla en 50 años. Específicamente, el más dañino desde 1956. Los fuertes vientos registrados en la ciudad de Paso Real de San Diego fueron los más altos en la historia de Cuba, según el periódico provincial, el Guerrillero. Los vientos eran tan fuertes que instrumentos en estaciones meteorológicas se rompieron.
Las autoridades de la Defensa Civil Cubana declararon que había "muchas personas heridas" en Isla de la Juventud, pero ningún informe de muertos. En gran parte de la isla se registraron inundaciones de gran magnitud.
Gustav fue retirado de la lista de nombres para huracanes y sustituido por Gonzalo para la temporada 2014.